# Liphistius phileion
Liphistius phileion is een spinnensoort uit de familie Liphistiidae. De soort komt voor in Thailand.